# La chica del pelo rojo
La chica del pelo rojo (Het meisje met het rode haar) es una película neerlandesa de 1981 dirigida por Ben Verbong. La película está basada en la biografía del miembro de la resistencia antinazi Hannie Schaft. La película fue presentada en el concurso oficial del Festival de Berlín de 1982.

## Argumento
En 1940, Hannie es una joven estudiante con grandes sueños a pesar de vivir en una Holanda ocupada por los nazis. Pero, a medada que el nazismo avanza y amenaza a sus seres queridos, Hannie decide unirse a la Resistencia donde descubre una parte ella hasta ahora desconocida: crueldad e insensibilidad para ejecutar a sus enemigos y compañerismo con sus nuevos compañeros de la resistencia.

## Reparto
- Renée Soutendijk como Hannie Schaft
- Peter Tuinman como Hugo
- Loes Luca como An
- Johan Leysen como Frans
- Robert Delhez como Floor
- Ada Bouwman como Tinka
- Lineke Rijxman como Judith
- Maria de Booy como Moeder
- Henk Rigters como Vader
- Adrian Brine como SD-er
- Chris Lomme como Mevrouw de Ruyter
- Lou Landré como Otto Schaaf
- Jan Retèl como Professor
- Elsje Scherjon como Carlien

## Crítica
EL film "ha sido criticado por tomarse muchas libertades con los hechos que rodean a este histórico luchador de la resistencia". De todas maneras, la actuación de Soutendijk fue aplaudida por la crítica.